# Кольграва-фьорд
Кольграва-фьорд (исл. Kolgrafafjörður) — небольшой фьорд на западе Исландии в регионе Вестюрланд.

## Этимология
Название фьорда происходит от древнего поселения Кольгравир (исл. Kolgrafir), который стояло на восточном берегу фьорда. В свою очередь поселение Кольгравир получило своё название от расположенных неподалёку кольгрёв (исл. kolgröf) — угольных ям, где выжигался уголь.

## История
Кольграва-фьорд иногда считают другим названием для Уртхвала-фьорда, что не совсем верно. Уртхвала-фьорд лежит во внешней части небольшого комплексного залива состоящего из Уртхвала-, Кольграва-, Селья- и Хрёйнс-фьорда, Кольграва-фьорд располагается во внутренней части этого комплекса и отделяется от Уртхвала-фьорда песчаными мысами.
Впервые Кольграва-фьорд упоминается в древнем исландском манускрипте AM 415 4to от 1310 года, хранящемся в Институте исландских исследований Арни Магнуссона. В пергаментной рукописи на латинском языке содержится список названий всех фьордов в Исландии и упоминается как Кальграва-фьорд, так и соседний Уртхвала-фьорд.
Во второй половине XIX века Кальграва-фьорд упоминается в описаниях исландских административно-территориальных единиц, где говорится, что это название иногда стало использоваться для всего залива, а не только для его внутренней части.

## Физико-географическая характеристика
Кольграва-фьорд расположен в западной части Исландии в регионе Вестюрланд на западе полуострова Снайфедльснес, в 18 км от города Стиккисхоульмюр. Является частью фьордового комплекса Брейда-фьорд.
Фьорд мелководный, его длина достигает 6 километров, а ширина от 1,5 до 3 км. Устье фьорда обозначено песчаными мысами песчаными мысами Хьярдарбоульсодди (исл. Hjarðarbólsoddi) и Берсерксейрародди (исл. Berserkseyraroddi), между которым находится узкий пролив соединяющий его с Уртхвала-фьордом.
Горы Кольгравамули (исл. Kolgrafamúli); высотой до 443 м) и Гьяви (исл. Gjafi); высотой до 579 м) ограничивают фьорд с востока, а на западе к берегам фьорда подступают гора Клаккюр (исл. Klakkur; до 380 м) и северный отрог хребта Снайфедльснес — гора (исл. Lambahnúkur; до 508 м), отделяющие Кольграва-фьорд от соседнего Грюндар-фьорда. В конце фьорд расположена бухта Хлёдювогюр (исл. Hlöðuvogur), за которой находится хребет Снайфедльснес.
В Кольграва-фьорд впадают только ручьи и две небольшие реки — Слиау (исл. Slýá) и Храпнау (исл. Hrafná).

## Хозяйственное использование
В наше время поселений, кроме небольших ферм, на берегах фьорда нет.
Через узкий пролив соединяющий Уртхвала-фьорд и Кольграва-фьорд в 2004 году был построен 230-метровый мост со 150-метровой надводной частью. Для постойки моста изначально небольшие песчаные мысы Хьярдарбоульсодди и Берсерксейрародди дополнительно удлинили и укрепили. Мост сократил маршрут между Грюндарфьордюром и Стиккисхоульмюром более чем на 6 километров. В то же время, после постройки моста по причине мелководности этого залива и ухудшения его водообмена с Уртхвала-фьордом, в Кольграва-фьорде стали случаться заморы рыбы.
Так в декабре 2012 года на берег было выброшено около 30 000 т погибшей из-за недостатка кислорода сельди. В начале февраля 2013 года по той же причине во фьорде погибло более 22 000 т рыбы.
Массова гибель рыбы, сделавшая фьорд на некотрое время непригодным для жизни, привела к протестам местных жителей и требованиям убрать мост через фьорд, постройка которого привела к таким катастрофическим последствиям. По оценке Агентства по окружающей среде уборка и захоронение этой сельди стоило исландской казне около 1 млрд исландских крон в ценах 2013 года.
Ранее, до постройки моста, о таких случаях известно не было, за исключением дневниковой записи местного фермера Игвара о том, что в 1941 году, когда британские солдаты пришли в селение Кольгравир, он нашел на берегу мертвую сельдь

## Галерея

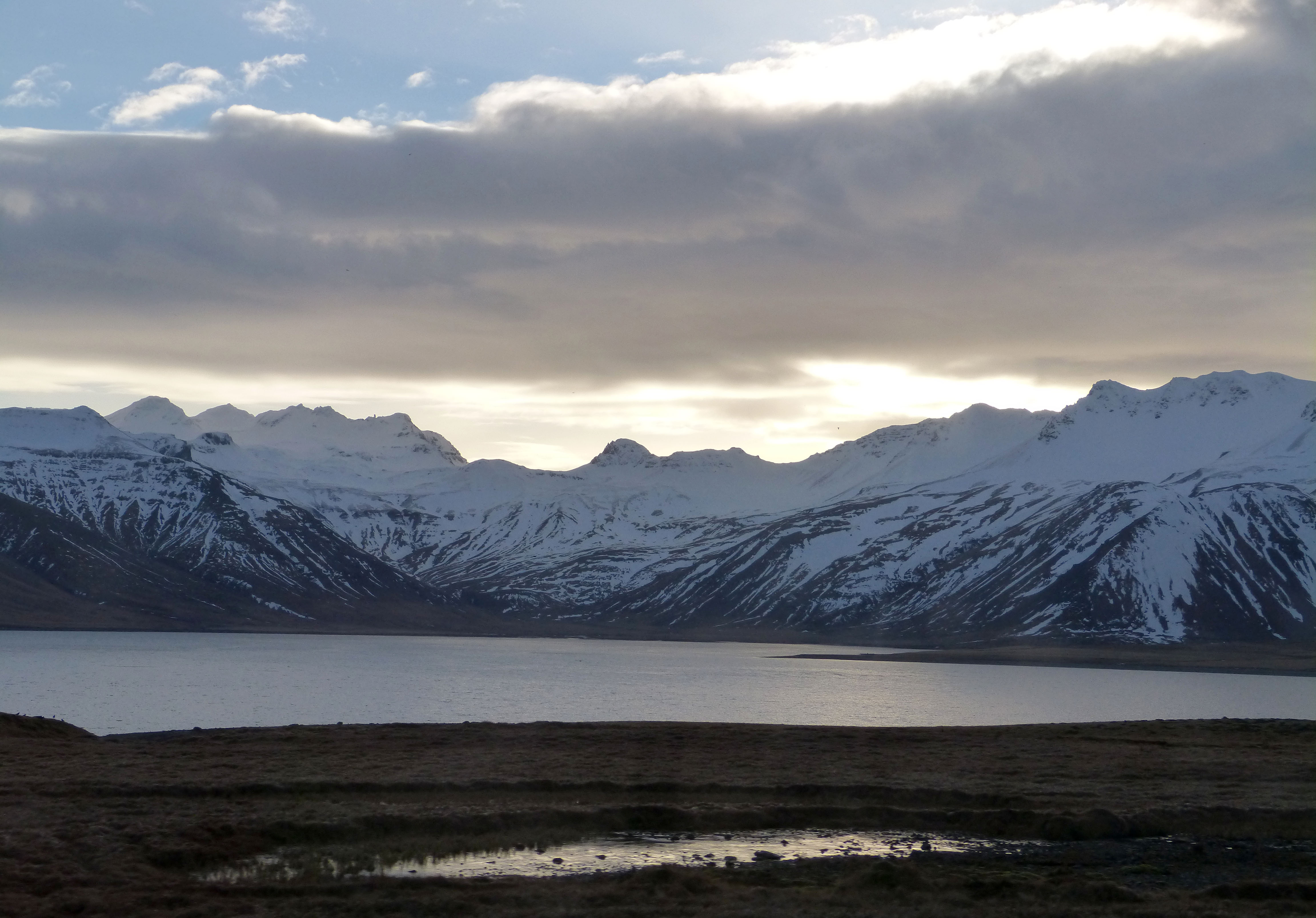
Вид на южный берег Кольграва-фьорда — бухту Хлёдювогюр и хребет Снайфедльснес
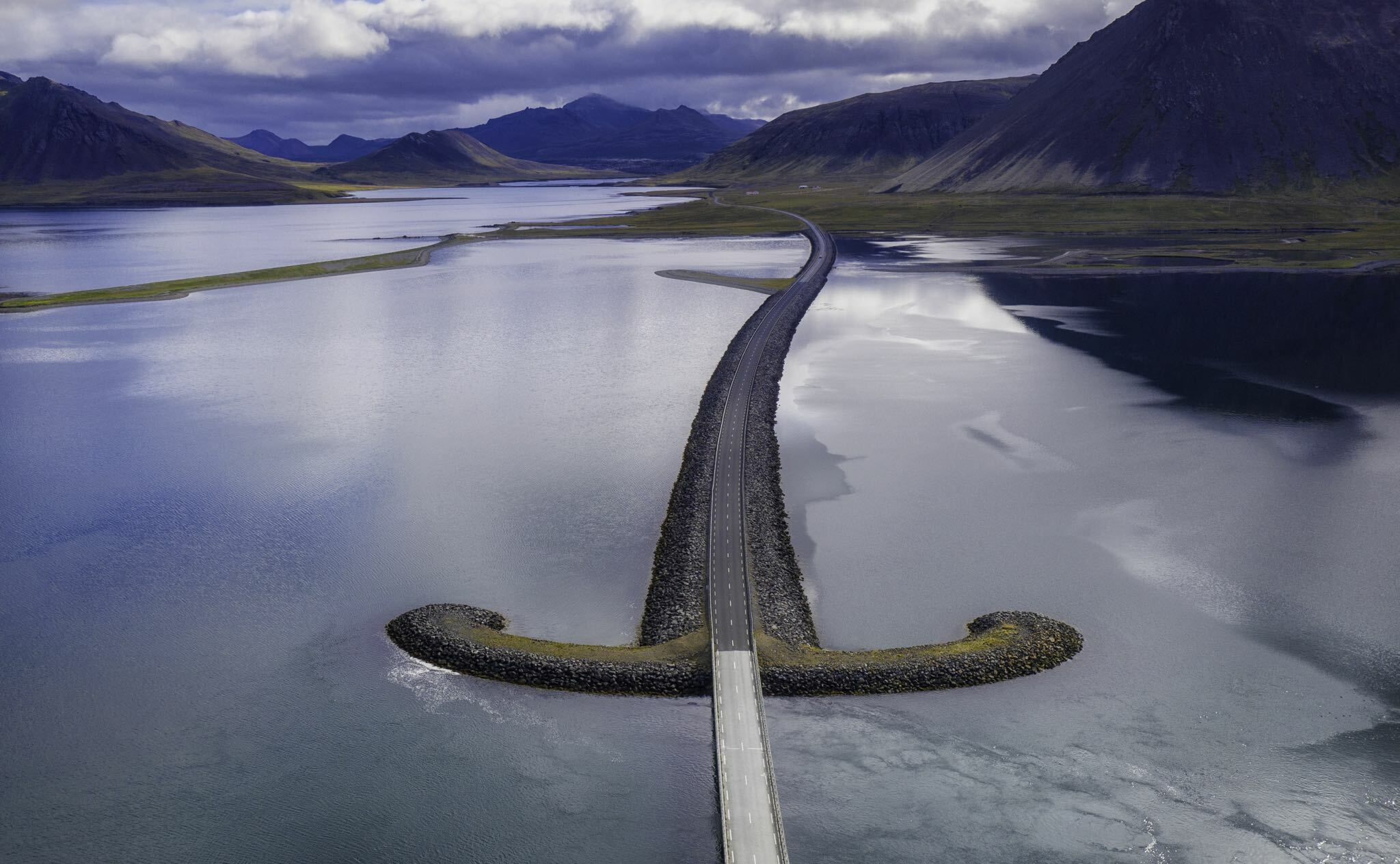
Мост между мысами Хьярдарбоульсодди и Берсеркейрародди. Справа от моста — Кольграва-фьорд, слева — Уртхвала-фьорд и устье Селья-фьорда
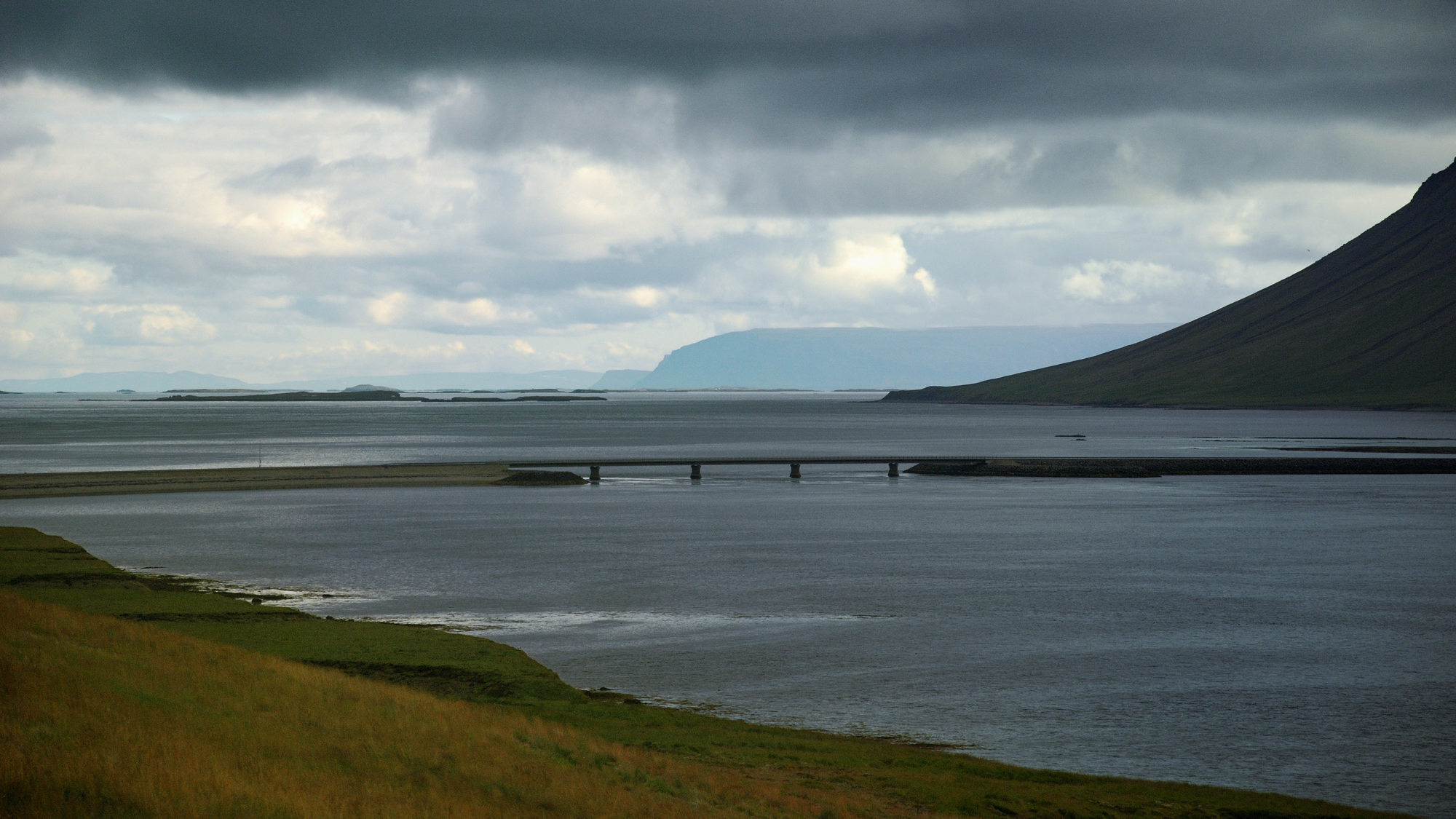
Вид с западного берега Кольграва-фьорда. Слева виден мост за которым находится Уртхвала-фьорд
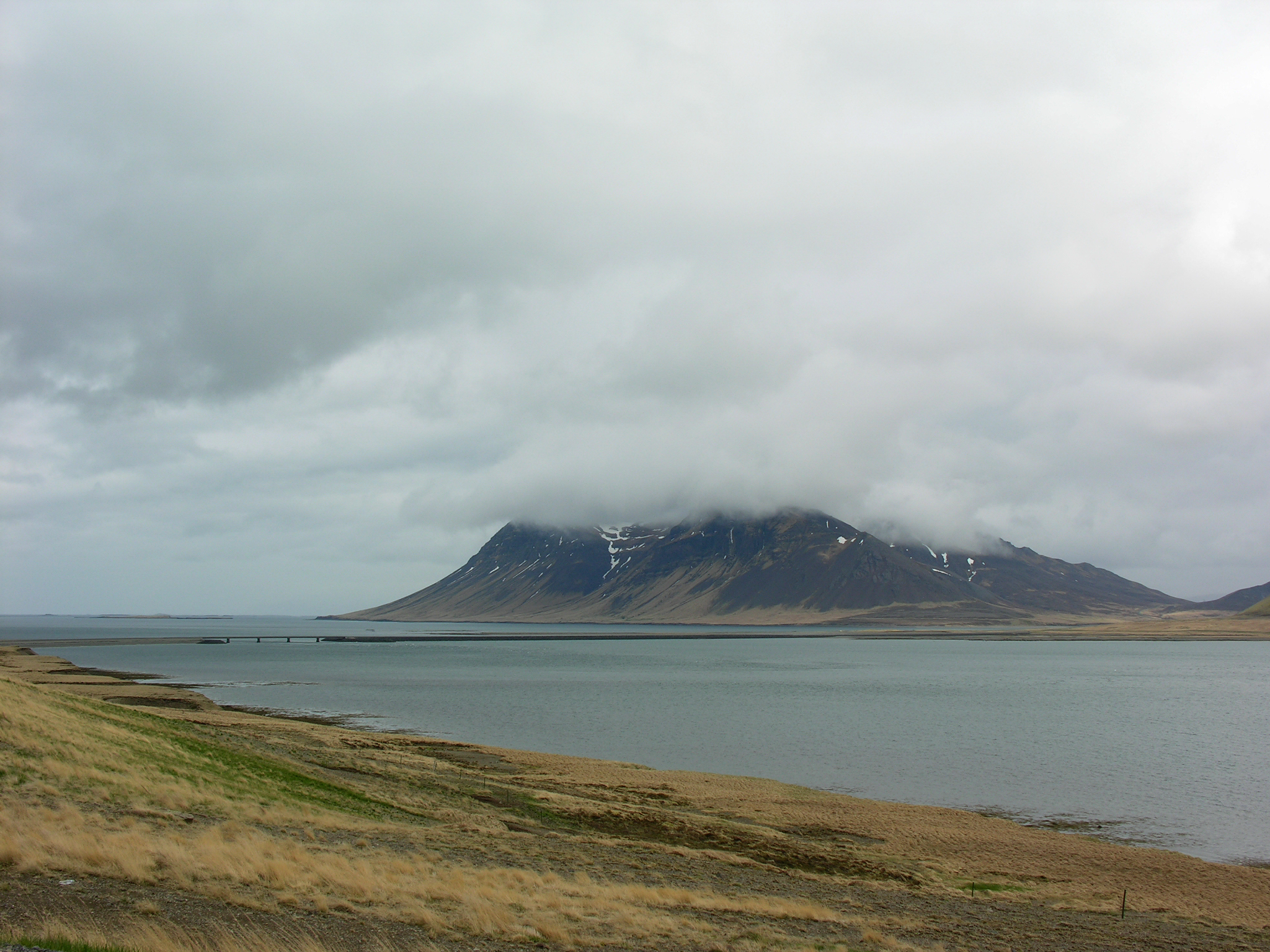
Вид с западного берега Кольграва-фьорда. Слева виден мост, а впереди гора Бьяднархабнарфьядль на берегу Уртхвала-фьорда